# La Fourchette, la Sorcière et le Dragon
La Fourchette, la Sorcière et le Dragon (titre original : The Fork, the Witch, and the Worm) est un recueil de nouvelles de Christopher Paolini publié en 2018 chez Penguin Random House, premier tome de Légendes d'Alagaësia. Il se déroule dans l'univers d'Alagaësia, un an après les événements de L'Héritage.
Il se compose de trois nouvelles, dont une écrite par sa sœur Angela Paolini : « un extrait des mémoires de la sorcière et diseuse de bonne aventure Angela l'herboriste »,. Entre les trois histoires principales, il contient une sous-histoire qui explique les difficultés rencontrées par Eragon pour former la nouvelle génération de dragonniers.